# Cyrtodactylus zhaoermii
Espèce
Cyrtodactylus zhaoermii est une espèce de geckos de la famille des Gekkonidae.

## Répartition
Cette espèce est endémique du Tibet en Chine. Elle a été découverte dans le xian de Nyêmo.

## Étymologie
Cette espèce est nommée en l'honneur d'Er-mi Zhao.

## Publication originale
- Shi & Zhao, 2010 : A new species of Cyrtodactylus (Reptilia: Squamata: Geckkonidae) from Xizang Autonomous Region, China. Zootaxa, n. 2336, p. 51–60.